# 下川隼佑
下川 隼佑（しもかわ しゅんすけ、2000年3月22日 - ）は、神奈川県横浜市金沢区出身のプロ野球選手（投手）。右投右打。東京ヤクルトスワローズ所属。

## 経歴

### プロ入り前
年長で野球を始める。横浜市立富岡小学校では並木ジャイアンツ、横浜市立富岡中学校では横浜東金沢リトルシニアでプレーした。
湘南工科大学附属高等学校に進学後は、二塁手から投手に転向し、アンダースローで投球するようになった。アンダースローにした理由について、「体も小さかったので、何か特徴があれば可能性はあるかなと思った」としている。高校3年の夏の大会は初戦敗退。その後は指定校推薦で神奈川工科大学に進学した。
大学時代も3年次まで公式戦登板がなかった。一度は大学で野球をやめることも考えたが、やっぱり続けたいと思い直し、「野球を続けられるところを探してください」と監督に頼んだ。その後、徐々に球速が上がり、「卒業後も上のレベルで野球を続けたい」と考えるようになった。
その後は当時BCリーグに所属していたオイシックス新潟アルビレックス・ベースボール・クラブから勧誘があり、2021年12月、オイシックス新潟から正式に入団が発表された。背番号は12。

### 新潟時代
2022年、独立リーグ1年目から21試合に登板し、4勝6敗、防御率4.72という成績を残した。奪三振はリーグ5位の73を記録したものの、与四球は87回2/3で28だった。貴重なアンダースロー右腕として注目を集めるも、この年のドラフト会議では指名漏れする。
2023年はBCリーグで26試合に登板。与四球は106回で19と改善され、11勝1敗、防御率2.38（リーグ3位）を記録しながらも、この年のドラフト会議でも指名漏れした。この指名漏れについて、監督の橋上秀樹は「正直何が足りなかったのかわからない。育成なら獲っておいて損はないかなと思っていた」と言及した。翌年、背番号を16に変更。
2024年からは新潟はBCリーグからプロ野球二軍のイースタン・リーグに所属リーグが変更された。この年はリーグトップの102奪三振を記録した。最終的には40試合の登板で4勝8敗、防御率3.86を記録し、同年のドラフト会議で東京ヤクルトスワローズから育成選手ドラフト3位で指名された。11月16日に契約交渉に臨み、支度金320万円、年俸300万円（金額はいずれも推定）で入団に合意した。背番号は013。

### ヤクルト時代
2025年の春季キャンプでは、育成選手では異例のキャンプ一軍スタートとなった。イースタン・リーグでは5試合に先発登板して2勝1敗、防御率1.80の成績を記録。クオリティ・スタートも一度達成するなど結果を残し、5月1日に支配下登録された。背番号は69。6月1日、地元の球場である横浜スタジアムで開催の横浜DeNAベイスターズ戦にて一軍初登板・初先発を果たし、予定されていた4回を投げ切る。佐野恵太に犠飛とソロ本塁打を打たれて2失点ながら、無四球の投球で大崩れせずゲームを作った。

## 選手としての特徴
希少なアンダースロー投手でありながら、ストレートの最速は137km/hを記録する。
2024年は対右打者だと被打率.190、67奪三振と抑え込んだが、対左打者だと被打率.316、35奪三振と打ち込まれるなど、対左打者での投球を苦手としている。

## 詳細情報

### 記録

#### NPB
初記録
投手記録
- 初登板・初先発登板：2025年6月1日、対横浜DeNAベイスターズ10回戦（横浜スタジアム）、4回2失点で勝敗つかず[15]

打撃記録
- 初打席：2025年6月1日、対横浜DeNAベイスターズ10回戦（横浜スタジアム）、3回表にトレバー・バウアーから一犠打

### 独立リーグ他の年度別投手成績
| 年 度     | 球 団     | 登 板 | 先 発 | 完 投 | 完 封 | 無 四 球 | 勝 利 | 敗 戦 | セ 丨 ブ | ホ 丨 ル ド | 勝 率 | 打 者 | 投 球 回 | 被 安 打 | 被 本 塁 打 | 与 四 球 | 敬 遠 | 与 死 球 | 奪 三 振 | 暴 投 | ボ 丨 ク | 失 点 | 自 責 点 | 防 御 率 | W H I P |
| --------- | --------- | ----- | ----- | ----- | ----- | -------- | ----- | ----- | -------- | ----------- | ----- | ----- | -------- | -------- | ----------- | -------- | ----- | -------- | -------- | ----- | -------- | ----- | -------- | -------- | ------- |
| 2022      | 新潟      | 21    |       | 0     |       |          | 4     | 6     | 0        |             | .400  | 384   | 87.2     | 87       | 12          | 28       |       | 10       | 73       | 4     | 1        | 58    | 46       | 4.72     |         |
| 2023      | 新潟      | 26    |       | 1     |       |          | 11    | 1     | 0        |             | .917  | 434   | 106.0    | 96       | 4           | 19       |       | 15       | 103      | 0     | 1        | 34    | 28       | 2.38     |         |
| 2024      | 新潟      | 40    |       | 0     | 0     |          | 4     | 8     | 0        |             | .333  | 494   | 112.0    | 108      | 9           | 43       | 1     | 9        | 102      | 2     | 0        | 59    | 48       | 3.86     |         |
| 通算：3年 | 通算：3年 | 87    |       | 1     | 0     |          | 19    | 15    | 0        |             | .559  | 1312  | 305.2    | 291      | 25          | 90       | 1     | 34       | 278      | 6     | 2        | 151   | 122      | 3.61     |         |

- 各年度の太字はリーグ最高[16][17][18]

### 背番号
- 12（2022年[6] - 2023年）
- 16（2024年[9]）
- 013（2025年[1] - 同年4月30日）
- 69（2025年5月1日[12] - ）